# (7815) Dolon
(7815) Dolon, désignation internationale (7815) Dolon, est un astéroïde troyen jovien.

## Description
(7815) Dolon est un astéroïde troyen jovien, camp troyen, c'est-à-dire situé au point de Lagrange L5 du système Soleil-Jupiter. Il présente une orbite caractérisée par un demi-grand axe de 5,279 UA, une excentricité de 0,059 et une inclinaison de 20,4° par rapport à l'écliptique.
Il est nommé en référence au personnage de la mythologie grecque Dolon, acteur du conflit légendaire de la guerre de Troie.

## Compléments